# Renat Kusmin

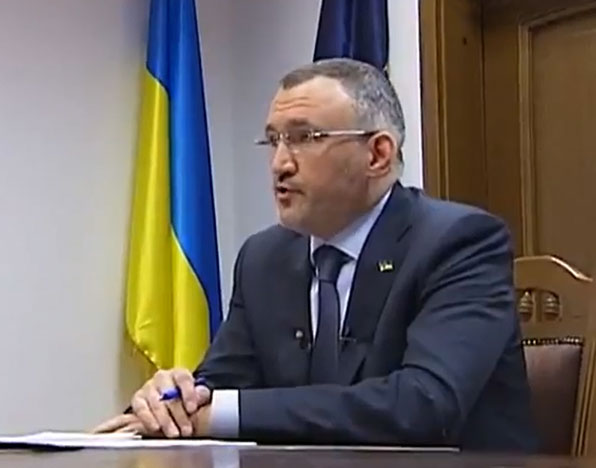
Renat Kusmin, 2013

Renat Rawelijowitsch Kusmin (ukrainisch Ренат Равелійович Кузьмін; * 12. Juli 1967 in Donezk) war stellvertretender Generalstaatsanwalt der Ukraine und Staatsjustizrat erster Klasse. Er war Mitglied in der prorussischen Partei  „Oppositionsplattform – Für das Leben“ und Abgeordneter im ukrainischen Parlament. Die Partei wurde nach dem russischen Überfall auf die Ukraine 2022 verboten. Kusmin wurde im Januar 2023 die ukrainische Staatsbürgerschaft entzogen und er wurde mit anderen Mitgliedern der Partei wegen Hochverrats angeklagt.

## Leben
Ab 1985 studierte Kusmin an der ukrainischen Rechtsakademie in Charkiw und leistete ab 1986 seinen Wehrdienst ab. 1988 wurde Kusmin Angestellter in der betrieblich-geschäftlichen Trikotagen Gesellschaft Donezk. 1991 war er Praktikant in der überregionalen Naturschutzanwaltschaft Donezk. 1991 wurde Kusmin Praktikant in der Donezker Staatsanwaltschaft des Rajon Lenin. 1992 wurde er Obergehilfe des Staatsanwalts des Leninskij Bezirks der Stadt Donezk und im selben Jahr als Doktor der Rechtswissenschaften dessen Vertreter. 1994 war er Vertreter des Staatsanwalts des Woroschilowskij-Bezirks in Donezk. 1995 wurde Kusmin Staatsanwalt in der Donezker überregionalen Naturschutzanwaltschaft und 1998 Staatsanwalt des Kirowskij Bezirks in der Stadt Donezk. Er war im Jahre 1999 Amtsdirektor der Staatsanwaltschaft im Gebiet Donezk. Ebenfalls im Jahr 1999 bekam Kusmin eine Stelle als Staatsanwalt der Stadt Makijiwka in der Oblast Donezk. 2003 wurde er Vertreter des Staatsanwalts des Gebiets Donezk und Amtsdirektor der Staatsanwaltschaft im Gebiet Donezk. Im Jahre 2003 war Kusmin Staatsanwalt der Stadt Kiew und danach ab 2005 Obergehilfe des Staatsanwalts der Oblast Kiew. Im selben Jahr wurde er Vertreter des Staatsanwalts der Oblast Kiew. Kusmin war von 2006 bis 2010 Stellvertreter des Generalstaatsanwaltes der Ukraine. 2010 wurde Kusmin der erste stellvertretende Generalstaatsanwalt der Ukraine.
Kusmin war Mitglied des Kollegiums der Generalstaatsanwaltschaft der Ukraine, des Oberrates der Justiz der Ukraine, des Nationalen Antikorruptionskomitees, der Arbeitsgruppe für die Neuerung der Staats- und Rechtsanwaltschaft und der Arbeitsgruppe für die Neuerung des Strafverfahrens.
Kusmin trat als Kandidat bei den Präsidentschaftswahlen in der Ukraine 2014 an. Bei der Wahl erhielt er 0,1 % der Stimmen.
In der Generalstaatsanwaltschaft koordinierte er die Tätigkeiten der Vertreter des Generalstaatsanwalts der Ukraine und der Struktureinheiten der Generalstaatsanwaltschaft der Ukraine. Kusmin ist auch für die Organisation der Tätigkeit der Aufsichtsdirektion für die Einhaltung vom Außenministerium der Ukraine der Gesetzgebung im Gebiet der internationalen Verbindungen und der Hauptverwaltung für Untersuchung der besonders wichtigen Angelegenheiten verantwortlich.
Renat Kusmin benutzte die international umstrittenen Paragrafen 364 und 365 des ukrainischen Strafgesetzbuches, um gegen verschiedene Politiker wegen Amtsmissbrauchs und Korruption zu ermitteln. Er ermittelte gegen den früheren Innenminister Jurij Luzenko, den Umweltschutzminister Philiptschuk, die frühere Premierministerin Julija Tymoschenko und gegen den früheren Präsidenten der Ukraine Leonid Kutschma. Die nachfolgenden Gerichtsverfahren wurden von der parlamentarischen Versammlung des Europarates als inakzeptabel, weil gegen rechtsstaatliche Prinzipien verstoßend charakterisiert.
Wissenschaftliche Beiträge von Kusmin wurden in den Fachzeitschriften Informationsblatt der Akademie der Staatsanwaltschaft der Ukraine, Die Staatsanwaltschaft. Der Mensch. Der Staat, Rechtschronik, Unser Recht, Informationsblatt der Staatsanwaltschaft, Wissenschaftliches Informationsblatt der Nationalakademie der inneren Angelegenheiten und Gesetz und Business veröffentlicht. Im Jahr 2011 wurde Kuzmins Monografie Wirtschaftlich-rechtlicher Mechanismus der Dekriminalisierung der Wirtschaft der Ukraine publiziert.

## Ehrungen und Auszeichnungen
- Ehrentitel „Verdienter Jurist der Ukraine“ für besondere Verdienste im Prozess der Festigung der Gesetzlichkeit im Staat
- Orden „Für Verdienste der II. und III. Grade“
- Ehrenurkunde der Werchowna Rada der Ukraine
- Auszeichnung „Ehrenmitarbeiter der Staatsanwaltschaft der Ukraine“
- „Dankschrift für gutgläubige treue Dienste in der Staatsanwaltschaft“ des I. Grades
- „Dankschrift für dauerhafte treue Dienste in der Staatsanwaltschaft“